# 小托諾湖

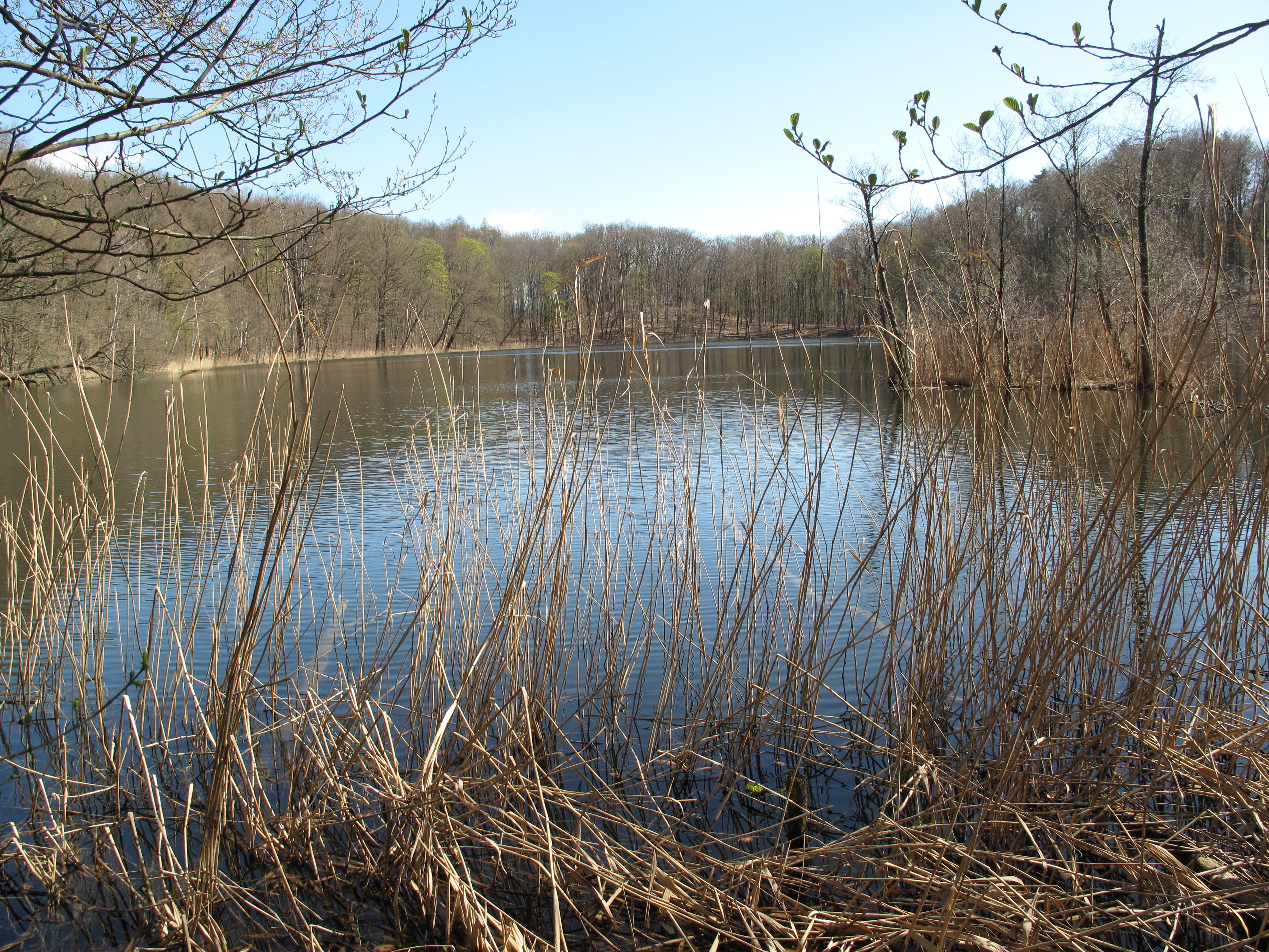

52°34′45.25″N 14°05′35.30″E / 52.5792361°N 14.0931389°E
小托諾湖（德語：Kleiner Tornowsee），是德國的湖泊，位於該國西南部，由勃蘭登堡州負責管轄，處於梅爾基施-奧得蘭縣，面積0.04平方公里，海拔高度37米，最大水深6米。